# Funcom
Funcom Oslo AS (раніше Funcom Productions AS) — норвезька компанія, що займається розробкою та видавництвом відеоігор. Окрім штаб-квартири в Осло, Funcom має офіси в США, Китаї та Швейцарії.

## Історія
Заснована 1993 року Еріком Ґлорсеном, Яном Нілом, Андре Бекеном, Ґоте Ґоджеґером та Олавом Моркрід. Компанія є одним з провідних європейських незалежних розробників і видавців відеоігор. В основному, спеціалізується на розробленні відеоігор для комп'ютерів, проте також займалася розробкою та випуском відеоігор для різних консолей: Xbox 360, Xbox, PlayStation, Sega Saturn, SNES, SMD, Sega Mega-CD та інші. В грудні 2005 року Funcom стала першим норвезьким розробником відеоігор, що пройшов лістинг на фондовій біржі Осло.
14 березня 2007 року компанія повністю перейшла від традиційного «offline» розповсюдження продуктів (наприклад, на оптичних дисках) до цифрового розповсюдження. Головною причиною були фінансові втрати через медіапіратство.
Наприкінці червня 2021 року стало відомо, що Funcom відкриває нову дочірню студію у Бухаресті, Румунія, та придбала мажоритарний пакет акцій шведської компанії The Outsiders.

## Розроблені відеоігри
- The Secret World — MMORPG (PC & Xbox 360),[5] раніше відома, як The World Online[6].
- Dreamfall Chapters — (PC & Xbox 360)[7]
- Age of Conan: Hyborian Adventures — MMORPG (PC & Xbox 360 — 2008)
- Dreamfall — пригодницька відеогра (PC & Xbox — 2006)
- Midgard — MMORPG (PC — скасована)
- No Escape — шутер (PC — 2000)
- The Longest Journey — пригодницька відеогра (PC — 2000)
- Anarchy Online — MMORPG (PC — 2001)
- Speed Freaks також відома як Speed Punks — перегони (PlayStation)
- Casper — Puzzle Adventure (Sega Saturn)
- CMX — перегони (PlayStation)
- Winter Gold — спортивний симулятор (Super Nintendo)
- Steel Rebellion — стратегія (PC — скасована)
- Daze Before Christmas — бойовик (Genesis/SNES)
- Samurai Shodown — файтинг (Sega CD)
- NBA Hangtime — спортивний симулятор(Genesis)
- Fatal Fury Special — файтинг (Sega CD)
- Nightmare Circus — бойовик (Genesis)
- Disney's Pocahontas — пригодницька відеогра (Genesis)
- A Dinosaur's Tale — пригодницька відеогра (Genesis)
- Bloodline Champions — арена (PvP)